# Петрозаводск
Петрозаводск (рус. Петрозаво́дск, карел. и фин. Petroskoi) град је у Русији и главни град аутономне републике Карелије на северозападу Русије. Налази се 430 километара североисточно од Санкт Петербурга. Према попису становништва из 2010. у граду је живело 263.540 становника.

## Историја
Археолошки налази показују да је на месту Петрозаводска постојало насеље пре 7000 година. Данашњи град се налази на месту села која су у средњем веку била на обали језера Оњега. Четврт Соломеноје настала је у 16. веку. Град је основан 11. септембра 1703. под именом Петровскиј Завод. Основао га је кнез Мењшиков у име Петра Великог, коме је била потребна ливница за израду топова и сидара за Северну руску флоту.
До 1717. Петровскиј Завод је постао највеће насеље у Карелији са 3500 становника, утрвђењем од балвана и покривеном пијацом. Најпознатија знаменитост града је била дрвена црква Светог Петра и Павла, преграђена 1772. и реновирана 1789. Црквени иконостас је уништен у пожару 30. октобра 1924.
После смрти Петра Великог значај насеља Петровскиј Завод је опадао, тако да је ливница затворена 1734. Катарина Велика је отворила нову ливницу 1773. узводно од града. За време њене владавине Петровскаја Слобода је 1777. добила статус града и садашње име - Петрозаводск. Центар града је изграђен у неокласичном стилу око централног кружног трга. Од 1801. Петрозаводск је био центар губерније.
Градом су владали Финци у периоду 1941—1944. и ту су основали концентрациони логор. Црвена армија је без борбе заузела град 28. јуна 1944.

## Петрозаводск данас
Данас у Петрозаводску постоји универзитет и конерваторијум. Од индустрије, значајна је дрвна индустрија, израда намештаја, и прерада рибе. Кроз Петрозаводск пролази пруга од Санкт Петербурга ка Мурманску.

## Становништво
Према прелиминарним подацима са пописа, у граду је 2010. живело 263.540 становника, 2.620 (0,98%) мање него 2002.
| 1939.  | 1959.   | 1970.   | 1979.   | 1989.   | 2002.   | 2010.   | 2021.   |
| ------ | ------- | ------- | ------- | ------- | ------- | ------- | ------- |
| 69.723 | 135.256 | 184.481 | 234.103 | 269.485 | 266.160 | 261.987 | 280.711 |

## Партнерски градови
- Нојбранденбург
- Вагаршапат
- Варкаус
- Ла Рошел
- Дулут
- Тибинген
- Мо и Рана
- Умео
- Брест